# Cantemir
Cantemir is een gemeente - met stadstitel - en de hoofdplaats van de Moldavische bestuurlijke eenheid (unitate administrativ-teritorială) Cantemir.
Cantemir telt 6000 inwoners (01-01-2012).